# Mahomets Gesang
Mahomets Gesang ist ein Gedicht, das in den Jahren 1772/73 von Johann Wolfgang von Goethe verfasst wurde und der Epoche des Sturm und Drang zugeordnet wird. Es erzählt den Weg eines Flusses, von der Quelle, über Wiesen und Täler, bis zum Ozean.

## Interpretationsversuche
Der Fluss in „Mahomets Gesang“ lässt sich als Metapher für das Ideal des Sturm und Drang, das Genie, sehen. Dieses Genie ist ein Mensch mit außergewöhnlicher Begabung, er erschafft, ist naturverbunden und beugt sich keiner Reglementierung. So wird auch der Fluss in dem Gedicht beschrieben. Am Anfang ist er „Jünglingsfrisch“, was zu der Selbstsicht des „Sturm und Drang“ als Jugendbewegung passt. Schon früh zeigen sich seine Führungsambitionen und er „reißt […] seine Brüderquellen Mit sich fort.“ Er lässt sich weder vom „Schattental“ noch von den Blumen aufhalten und schließlich „Gibt er Ländern Namen, Städte werden unter seinem Fuß.“ Somit hat er, der genau so klein anfing wie seine Brüder, sie alle übertroffen und sogar die Welt verändert.
Nach einer anderen Interpretation wird Mahomet mit dem Propheten Mohammed gleichgesetzt. Die Bruderquellen werden dabei als Mohammeds Anhänger gesehen, von denen er anfangs auch nur wenige hatte, die jedoch zuletzt sehr zahlreich waren. In der letzten Strophe des Gedichtes trägt er sie „dem erwartenden Erzeuger“, also Gott (Allah) „Freudenbrausend an das Herz“.